# Championnats du monde de tennis de table 1929
Navigation
Édition précédente Édition suivante
Les championnats du monde de tennis de table 1929, troisième édition des championnats du monde de tennis de table, ont lieu du 14 au 21 janvier 1929 à Budapest, en Hongrie.
Le titre messieurs est remporté par le britannique Fred Perry (qui était aussi joueur de tennis).